# Plebaniszki
Plebaniszki (hist. Wierchpolnickie Uroczysko, Plebaniszki Piotrowskie; biał. Плябанішкі, ros. Плебанишки) – wieś na Białorusi, w obwodzie grodzieńskim, w rejonie grodzieńskim, w sielsowiecie Hoża.

## Historia
W dwudziestoleciu międzywojennym wieś leżała w Polsce, w województwie białostockim, w powiecie grodzieńskim, w gminie Hoża. Według Powszechnego Spisu Ludności z 1921 roku ówczesny zaścianek zamieszkiwało 65 osób, 58 było wyznania rzymskokatolickiego a 7 prawosławnego. Wszyscy mieszkańcy zadeklarowali polską przynależność narodową. Było tu 10 budynków mieszkalnych.
Miejscowość należała do parafii świętych apostołów Piotra i Pawła w Hoży. Wieś podlegała pod Sąd Grodzki i Okręgowy w Grodnie; właściwy urząd pocztowy mieścił się w Hoży.
We Plebaniszkach pochowano czterech żołnierzy pododdziału VIII Uderzeniowego Batalionu Kadrowego dowodzonego przez Zbigniewa Łakińskiego "Grodniaka", którzy polegli w walce z Niemcami 24 września 1943 r. Kwaterujący w leśniczówce usytuowanej za wsią oddział "Grodniaka" został w wyniku donosu sołtysa wsi zaatakowany przez niemiecką grupę operacyjną. Ponosząc straty w ludziach, zdołał wyrwać się z obławy. Polegli partyzanci zostali podobno wrzuceni przez Niemców do zasypanej studni znajdującej się w obrębie nieistniejącej już gajówki. Ich ciała znaleźli i pochowali lokalni mieszkańcy. Sołtys wsi Plebaniszki za doniesienie Niemcom o noclegu partyzantów został skazany przez sąd polowy AK. W latach 90. XX w. w miejscu pochówku postawiono krzyż. Został zniszczony we wrześniu 2022 r., prawdopodobnie z polecenia władz białoruskich. Polegli partyzanci są upamiętnieni na tablicy w kościele w Hoży.